# Ridgeville (Carolina del Sud)
Ridgeville è un comune degli Stati Uniti d'America, situato in Carolina del Sud, nella Contea di Dorchester.